# Râul Imre
Râul Imre este un curs de apă, unul din cele două brațe care formează râul Pietroasa.

## Hărți
- Harta Județului Cluj
- Harta Munții Apuseni
- Harta Munții Trascău  Arhivat în 11 octombrie 2008, la Wayback Machine.